# Larry Fong
Pour les articles homonymes, voir Fong.
Larry Fong est un directeur de la photographie américain né à Los Angeles.

## Biographie
Ses parents sont tous deux d'origine chinoise. Il s'intéresse à la photographie et à la prise de vues dès le lycée, réalisant des films amateurs en super 8. Il entre ensuite à UCLA mais n'est pas admis dans le programme d'arts visuels et obtient un diplôme en linguistique. Quelques années plus tard, il intègre l'Art Center College of Design de Pasadena où il rencontre Zack Snyder et Tarsem Singh. Après son diplôme, il travaille comme directeur de la photographie sur des clips musicaux (dont celui de Losing My Religion), puis pour des spots publicitaires et des films indépendants. Il acquiert la renommée pour son travail sur plusieurs épisodes de la saison 1 de Lost : Les Disparus. Il collabore ensuite régulièrement sur les films réalisés par Zack Snyder. C'est également un prestidigitateur accompli.

## Filmographie
Sauf indication contraire, les informations mentionnées dans cette section peuvent être confirmées par la base de données cinématographiques IMDb,  présente dans la section « Liens externes ».
- 1997 : Cost of Living, de Stan Schofield
- 1997 : Sleepwalkers : Chasseurs de rêves (série TV, épisode pilote)
- 2004 : Cape of Good Hope, de Mark Bamford
- 2004-2005 : Lost : Les Disparus (série TV, 9 épisodes : saison 1, épisodes 1, 2, 3, 4, 6, 8, 9, 12 et 14)
- 2006 : 300 de Zack Snyder
- 2009 : Watchmen de Zack Snyder
- 2011 : Sucker Punch de Zack Snyder
- 2011 : Super 8 de J. J. Abrams
- 2013 : Insaisissables (Now You See Me) de Louis Leterrier
- 2016 : Batman v Superman : L'Aube de la Justice (Batman v Superman: Dawn of Justice) de Zack Snyder
- 2017 : Kong: Skull Island de Jordan Vogt-Roberts
- 2018 : The Predator de Shane Black
- 2019 : Battle at Big Rock (court métrage) de Colin Trevorrow
- 2021 : The Tomorrow War de Chris McKay
- 2022 : Tic et Tac, les rangers du risque (Chip 'n Dale: Rescue Rangers) d'Akiva Schaffer
- 2024 : La Demoiselle et le Dragon (Damsel) de Juan Carlos Fresnadillo
- 2025 : Death of a Unicorn d'Alex Scharfman